# Mateo Valero Cortés
Mateo Valero Cortés (Alfamén, Provincia de Zaragoza, 1952) es Doctor Ingeniero en Telecomunicación por la Universidad Politécnica de Cataluña, profesor e investigador en Arquitectura de Computadores de la Universidad Politécnica de Cataluña y director del Barcelona Supercomputing Center - Centro Nacional de Supercomputación.
Entre otros reconocimiento a su carrera, Valero ha recibido el prestigioso premio Eckert-Mauchly -el mayor galardón a nivel internacional en Arquitectura de Computadores - por su extraordinario liderazgo en construir un centro de investigación de Arquitectura de Computadores de talla mundial, por las contribuciones fundamentales en las áreas de computación vectorial y multi-hilo, y por ser pionero en nuevos enfoques básicos para el paralelismo a nivel de instrucción.
También ha ganado el premio de supercomputación Seymour Cray (2015) en reconocimiento a sus contribuciones fundamentales en el campo de las arquitecturas vectoriales, procesadores súper-escalares, procesadores multithreaded y procesadores Very Long Instruction Word; el premio Charles Babbage (2017), por sus contribuciones a la computación paralela a través de brillante trabajo técnico, tutoría de estudiantes de doctorado, y la construcción de un increíblemente productivo entorno de investigación europeo; el premio Goode (2009) por sus contribuciones fundamentales a las arquitecturas de procesadores vectoriales, out-of-order, de multi-procesamiento y VLIW, el Distinguished Service Award (2012) de la Association for Computing Machinery (ACM), por el extraordinario liderazgo de iniciativas en materia investigación y educación en informática de alto rendimiento, el Premio Nacional de Investigación Julio Rey Pastor en Matemáticas, Tecnologías de la Información y Comunicaciones (2001), el Premio Nacional de Investigación Leonardo Torres Quevedo de Ingeniería (2006) y el Premio Rey Jaime I a la investigación básica (1997).

## Biografía
Mateo Valero se licenció en Ingeniería de Telecomunicación por la Universidad Politécnica de Madrid en 1974, doctorándose por la Universidad Politécnica de Cataluña en 1980. Es profesor de la Universidad Politécnica de Cataluña desde 1974 y catedrático del Departamento de Arquitectura de Computadores de esa universidad desde 1983. Su investigación abarca diferentes conceptos del mundo de la Arquitectura de Computadores, disciplina en la que ha publicado más de 700 artículos entre revistas, congresos y libros.
Valero ha combinado su labor académica con la de creación y gestión de centros dedicados a la investigación sobre computación de altas prestaciones y la transferencia de tecnología a las empresas:
- De 1990 a 1995, creó y dirigió el Centro Europeo de Paralelismo de Barcelona (CEPBA), para realizar investigación básica y aplicada en computación paralela.

- De 1995 a 2000, dirigió el C4, el Centro Catalán de Computación y Comunicaciones, coordinando las actividades del CEPBA y el Centro de Supercomputación de Cataluña (CESCA).

- De octubre de 2000 hasta 2004, fue director del CIRI, Instituto de Investigación CEPBA-IBM sobre computadoras paralelas.

- Desde mayo de 2004, es fundador y director del Barcelona Supercomputing Center – Centro Nacional de Supercomputación, que actualmente reúne más de 300 investigadores expertos en computación de altas prestaciones.

Desde estos centros ha trabajado en el impulso de diferentes redes de supercomputación a nivel nacional e internacional como la Red Española de Supercomputación (RES), el Partnership for Advanced Computing in Europe (PRACE) y la Red Iberoamericana de Supercomputación (RISC).
En 2013 recibió una ERC Advanced Grant del Consejo Europeo de Investigación, para llevar a cabo el proyecto ’ sobre nuevas técnicas para construir chips multi-núcleo y los superordenadores del futuro.
De 2007 a 2014 ha sido mencionado como uno de los 25 investigadores más influyentes de España, según el ránquing que publica el diario El Mundo.

## Premios y reconocimientos
Individuales:
- 2023: Premio Talento en la 1ª edición Premios Fundación Sesé.[11]
- 2023: Premio “Mateo Valero” a las personas que han realizado contribuciones significativas y continuas a la investigación en HPC con América Latina y el Caribe [12]
- 2022: Académico de Honor de la Real Academia de Medicina de Zaragoza
- 2020: Premio Anual AUTELSI 2020 por la Asociación Española de Usuarios de Telecomunicaciones y Sociedad de la Información (AUTELSI) a la excelencia por ser los referentes tecnológicos del sector, y dadas sus aportaciones y compromiso con la tecnología de la información
- 2019: Premio Cénits a la Excelencia Investigadora. Premio otorgado por la Fundación COMPUTAEX en la celebración de su X Aniversario. Jornada 10 años de Supercomputación en Extremdura.
- 2018: Orden Mexicana del Águila Azteca. Es el reconocimiento más grande que concede el Gobierno de México a una persona no mexicana.[13]
- 2017: MareNostrum 4 es elegido el centro de datos más bonito del mundo por DCDnews a través de votación popular.[14]
- 2017: Premio Charles Babbage, de la IEEE Computer Society[15]
- 2017: Reconocimiento por su destacada trayectoria en el desarrollo científico y tecnológico, otorgado por la Universidad de Guadalajara en México y por el comité nacional del congreso internacional ISUM.[16]
- 2016: Premio "Mención FIB Honorífica" (FIB Alumni, Asociación de graduados de la Facultad de Informática de Barcelona - FIB)[17]
- 2016: Premio Creu de Sant Jordi[18] (Generalidad de Cataluña)
- 2015: Seymour Cray Award (Institute of Electricals and Electronics Engineers - IEEE )
- 2015: Premio FEI a la categoría de Investigador Innovador (Foro Empresas Innovadoras)[19]
- 2015: Premio Universos Abiertos Knowdle Consortium Group, categoría investigación abierta
- 2014: Premio de Honor Associació Catalana d'Enginyers de Telecomunició en Informàtica de Catalunya] - COEINF)[20]
- 2013: Premio “Distinguished service” (Association for Computing Machinery - ACM)
- 2011: Miembro fundacional del Árbol de las Matemáticas (Real Sociedad Matemática Española (RSME) y Fundación Universia).[21]
- 2009: Premio Goode (Institute of Electricals and Electronics Engineers - IEEE )
- 2008: Miembro del “Hall of Fame” (ICT European Program)
- 2008:"Premio Aragón" (Gobierno de Aragón)[22]
- 2007: Premio Eckert-Mauchly (Institute of Electricals and Electronics Engineers - IEEE y Association for Computing Machinery - ACM)
- 2007: Nombrado miembro de la “Real Asociación de los Caballeros del Monasterio de Yuste”.
- 2006: Premi Nacional de Recerca al investigador por contribución al desarrollo de la ciencia y la tecnología en Cataluña (Fundació Catalana per a la Recerca i la Innovació])[23]
- 2006: Premio Nacional de Investigación "Leonardo Torres Quevedo" de investigación en ingeniería (Ministerio de Educación y Ciencia de España)
- 2005: Premio Cambrescat para la mejor trayectoria profesional en el campo de Tecnologías de la Información y la Comunicación (Cámara de Comercio de Barcelona)[24]
- 2005: Premio a la Trayectoria "Méritos a la Investigación" (Politécnico Nacional de Méjico)
- 2005: Premio Nacional Aritmel al "Ingeniero Español de Informática" (Sociedad Científica Informática de España)[25]
- 2004: Premio "Ingeniero del año" (Colegio Oficial de Ingenieros de Telecomunicación)[26]
- 2003: Premio "Distinció de la Generalitat", en reconocimiento a la investigación y la promoción de la investigación universitaria (Generalidad de Cataluña)[27]
- 2002: Premio "Mención FIB a la investigación" (FIBAlumni, Asociación de graduados de la Facultad de Informática de Barcelona - FIB)[28]
- 2001: Premio Nacional de Investigación Julio Rey Pastor de investigación en matemáticas y TI (Ministerio de Educación y Ciencia de España)
- 1997: Premio Rey Jaime I a la investigación básica (Fundación Premios Rey Jaime I)
- 1996: Premio Salvà i Campillo (Associació Catalana d’Enginyers de Telecomunicació)
- 1994: Premio Narcís Monturiol (Generalidad de Cataluña)[29]

Colectivos:
- 2024: Premio Talento en Sobiranía Tecnológica MARENOSTRUM-BSC de la Fundación Impulsa Talentum[30]
- 2023:  Premio Manel Xifra Boada al Grupo de Investigación Aplicada o Centro Tecnológico [31]
- 2022: Premio Aster de Innovaciónn Digital al BSC[32]
- 2019: Premio Nacional de partenariado público privado en I+D de 2018, convocado por la Generalidad de Cataluña y la Fundació Catalana per a la Recerca i la Innovació (FCRi), al centro conjunto Repsol – BSC Research Center.
- 2012: Primer Premio Nacional a la colaboración entre centros de investigación y empresas, otorgado al BSC e IBM por su larga y fructífera colaboración en la investigación. (Fundació Institució Catalana de Suport a la Recerca)[33]
- 2011 i 2015: Distinción Centro de Excelencia Severo Ochoa al Barcelona Supercomputing Center (Ministerio de Ciencia e Innovación de España)[34][35]
- 1994: Premio Ciutat de Barcelona de Tecnología, por la labor del CEPBA (Ayuntamiento de Barcelona)
- 1992: Premio "Fundación Universidad-Empresa", para el Departamento de Universidad con los mejores proyectos europeos de investigación (Fundación Universidad-Empresa)

## Reales Academias, Honoris Causas y otras afiliaciones
Mateo Valero es académico fundador de la Real Academia de Ingeniería de España, académico de la Real Academia de Ciencias y Artes de Barcelona, académico de la "Academia Europaea, Academy of Europe", y académico correspondiente de la Real Academia de Ciencias Exactas, Física y Ciencias Naturales y de la Academia Mexicana de Ciencias. Desde 2018 es académico correspondiente de la Academia de Ingeniería de México, académico de Honor de la Real Academia Europea de Doctores. y académico de la Academia de Gastronomía de Murcia. Es Miembro correspondiente de la Academia de Ciencias de Cuba.
Es doctor honoris causa de la Chalmers University of Technology, Universidad de Belgrado, Universidad de Las Palmas de Gran Canaria, Universidad Veracruzana, Universidad de Zaragoza, Universidad Complutense de Madrid, Universidad de Cantabria , Universidad de Granada CINVESTAV, Universidad Cristóbal Colón de Veracruz y Universidad de Murcia.
Es Miembro del Comité Científico Externo de Asesoramiento de la Universidad Complutense de Madrid y Padrino de la graduación de la promoción 2018 de la Universidad San Jorge de Zaragoza
También "fellow" del Institute of Electrical and Electronic Engineers y la Association for Computing Machinery (ACM) y “Distinguished Intel fellow”.
Desde 2017 es miembro del capítulo español del Club de Roma y miembro del comité de los premios IEEE Sidney Fernbach Award.

## Personal
A pesar de que de muy joven se fue a estudiar a Zaragoza, después a Madrid y en 1974 se instaló definitivamente en Barcelona, Mateo Valero es una persona muy vinculada a su pueblo natal, Alfamén, que le ha brindado distintos reconocimientos. En 1998 fue nombrado “Hijo Predilecto” del municipio y en 2005, el colegio de la localidad fue bautizado con el nombre de CEIP Mateo Valero.
Aragón también ha reconocido a este científico con diversas distinciones, entre ellas el Premio Aragón -también denominado Premio San Jorge- que está considerado el más importante que otorga el Gobierno de la comunidad (2008); la distinción “Científico Aragonés del año”, que otorgan las Casas Regionales de Aragón (2006); el Premio Especial de Investigación y Aragonés del año de la Asociación Iniciativas para el Desarrollo de Aragón (2007), y la Medalla de Platino como Aragonés Ilustre, con motivo de la celebración del 75 Aniversario de la Denominación de Origen del Vino de Cariñena, otorgada por el Consejo Regulador de la Denominación de Origen Cariñena (2008).